# Liew Vui Keong
Liew Vui Keong (Kota Belud, 18 de enero de 1960 - Kota Kinabalu, 2 de octubre de 2020) fue un político malasio que se desempeñó como ministro en el Departamento del primer ministro a cargo de asuntos legales en la administración de Pakatan Harapan (PH) bajo el ex Primer ministro Mahathir Mohamad desde julio de 2018 hasta el colapso de la administración.

## Biografía
En febrero de 2020 fue viceministro en el Departamento del primer ministro también a cargo de asuntos legales, así como viceministro de Comercio Internacional e Industria I en la administración de Barisan Nasional (BN) bajo los ex primeros ministros Abdullah Ahmad Badawi y Najib Razak desde marzo de 2008 hasta mayo de 2013. También se desempeñó como miembro del Parlamento (MP) de Batu Sapi desde mayo de 2018 hasta su muerte en octubre de 2020 y de Sandakan desde marzo de 2008 hasta su derrota en mayo de 2013. Se desempeñó como tercer presidente del Partido Liberal Democrático (PLD) de 2006 a 2014, cuando fue reemplazado por Teo Chee Kang en una rencorosa disputa interna. Disputó el reclamo de Teo de la presidencia del partido PLD con el Registrador de Sociedades (RoS). En 2018, Liew llevó a unos 200 miembros del PLD a abandonar el partido. Luego se unió a otro partido político con sede en Sabah, el Partido de la Herencia de Sabah (WARISAN) dirigido por el exministro Principal de Sabah Shafie Apdal y se desempeñó como su Presidente Permanente.

### Críticas sobre ESSCOM
En 2016, Liew criticó al Comando de Seguridad del Este de Sabah (ESSCOM) y dijo que es un "fracaso total", especialmente con el secuestro continuo, e instó al consejo de seguridad a sentarse con las partes interesadas y exponer sus debilidades, incluida la necesidad de una completa renovación de sus procedimientos operativos estándar y cómo lidiar con piratas y grupos militantes.

### Abolición de la pena capital
Tras la formación de un nuevo gobierno de Malasia y su posterior nombramiento como ministro en el Departamento de Asuntos Legales del primer ministro en 2018, afirmó que el nuevo gobierno de Malasia tenía previsto abolir la pena capital obligatoria para todas las situaciones, incluidos los delitos graves, que más tarde ha recibido una fuerte oposición de muchas organizaciones y grupos sociales del país que se oponían a la abolición total de la pena capital debido al ya elevado nivel de delitos graves.

## Controversia

### La maraña legal de LDP
Liew había despedido a 23 de los 25 miembros del consejo supremo ya que los miembros del partido exigían que se disputaran los dos primeros puestos. Posteriormente fue destituido de su cargo presidencial y reemplazado por el despedido secretario general Teo Chee Kang por su acto de abuso de poder en un intento por consolidar su posición como presidente. La apelación de Liew ante el Tribunal de Apelación por su destitución del puesto de presidencia fue desestimada.

## Elecciones

### Elecciones generales de 2013
En las elecciones de 2013, Liew se enfrentó a Wong Tien Fatt del Partido Acción Democrática (DAP) y perdió su escaño parlamentario.

### Elecciones generales 2018
En las elecciones de 2018, Liew fue presentado como candidato por su nuevo partido WARISAN para disputar el escaño parlamentario de Batu Sapi. Ganó con éxito el escaño al derrotar a Linda Tsen Thau Lin de United Sabah Party (PBS).

## Fallecimiento
Falleció el 2 de octubre de 2020 en el Hospital Gleneagles a causa de neumonía contraída tras recibir tratamiento para una hernia discal un mes antes.

## Honores
- Comandante de la Orden de Kinabalu (PGDK) - Datuk (2006).[16]